# Andrew Weatherall
Andrew Weatherall (Windsor, 6 april 1963 – Londen, 17 februari 2020) was een Brits dj, producent en remixer.

## Loopbaan
Naast zijn werk als dj, producent en remixer was hij ook een freelance muziekjournalist, hierbij gebruikt hij het pseudoniem Audrey Witherspoon. Samen met jeugdvrienden Terry Farley en Pete Heller (Heller & Farley) richtte hij een tijdschrift over sport, mode en muziek op. Ze organiseerden ook feesten en hadden een platenlabel, Boys Own Recordings. Toen Weatherall dit bedrijf in 1992 verliet, werd de naam veranderd in Junior Boy's Own.
Weatherall maakte zijn eerste studiomix samen met Paul Oakenfold; dit was een remix van het nummer Hallelujah van de Happy Mondays. Samen met een technicus en zangeres Anna Haigh bracht hij twee nummers uit onder de artiestennaam Bocca Juniors: Raise (53 Steps to Heaven) en Substance.
In 1993 vormde Weatherall het elektronische muziektrio The Sabres of Paradise. Eind 2006 bracht Weatherall zijn eerste solosingle uit, The Bullet Catcher's Apprentice. In 2007/2008 werd het nummer Feathers van Andy Weatherall gebruikt in een reclame van Volkswagen.
Enkele andere remixes die Weatherall maakte zijn:
- "World in Motion" (van New Order)
- "Loaded" (van Primal Scream)
- Björk
- Siouxsie Sioux
- The Orb
- The Future Sound of London
- My Bloody Valentine
- Saint Etienne
- James

Als producent heeft Weatherall gewerkt met artiesten als Beth Orton, Primal Scream en One Dove.
Hij overleed op 56-jarige leeftijd door een longembolie in het Whipps Cross Hospital.
- Bibsys: 5100834
- Bibliothèque nationale de France: cb17081248k (data)
- Gemeinsame Normdatei: 120493200X
- International Standard Name Identifier: 0000 0001 3037 487X
- Library of Congress Control Number: no2018037648
- MusicBrainz: 4f4fd405-6ede-4da0-9b74-c422d8e09bed
- Nationale Bibliotheek van Tsjechië: xx0205458
- Nederlandse Thesaurus van Auteursnamen: 197298273
- Système universitaire de documentation: 242538983
- Virtual International Authority File: 315556409